# 櫻井寿貴
櫻井 寿貴（さくらい としき、1980年2月27日 - ）は、日本の元ラグビー選手。

## プロフィール
- 群馬県出身[1]。
- ポジションはプロップ(PR)。
- 身長 185cm、体重 115kg
- 関東代表に選ばれたことがある[2]。

## 略歴
1998年、東農大二高校卒業後、関東学院大学に入る。
2002年、関東学院大学卒業後、東芝府中（現・東芝ブレイブルーパス）に加入。
2013年、現役を引退した。